# Senlisse
Senlisse /sɑ̃ˈlis/ è un comune francese di 555 abitanti situato nel dipartimento degli Yvelines nella regione dell'Île-de-France.

## Società

### Evoluzione demografica
Abitanti censiti